# Salinas de Hidalgo
Salinas de Hidalgo là một đô thị thuộc bang San Luis Potosí, México. Năm 2005, dân số của đô thị này là 26985 người.